# Mom (televisieserie)
Mom is een Amerikaanse komische serie die liep van 2013 tot en met 2021.
De serie werd mede ontwikkeld door televisieproducent Chuck Lorre, bekend van onder andere Two and a Half Men en The Big Bang Theory. De rol van Christy wordt vertolkt door Anna Faris, bekend van de Scary Movie-films. In september 2020 maakte Anna Faris bekend dat ze niet meer te zien zou zijn in het achtste seizoen. 

## Plot
De reeks gaat over de alleenstaande moeder Christy Plunkett, die haar leven probeert op de rails te krijgen. Na een turbulent leven als drank- en drugsgebruikende tienermoeder gaat ze sinds enkele maanden naar AA-bijeenkomsten en werkt ze als serveerster in een restaurant. Ook wordt ze herenigd met haar moeder Bonnie (Allison Janney), ook herstellend drugs- en alcoholverslaafde, met wie ze nooit een goede relatie heeft gehad. Terwijl ze aan zichzelf moet blijven werken komt ze erachter dat haar tienerdochter Violet (Sadie Calvano), waarvan ze als 16-jarige beviel, nu zelf zwanger is van haar vriendje Luke (Spencer Daniels). Christy heeft ook een jongere zoon, Roscoe (Blake Garret Rosenthal). Diens vader Baxter (Matt L. Jones) komt regelmatig zijn zoon opzoeken, met de bijkomende complicaties.
In de loop van het tweede en derde seizoen geraken deze laatste vier personages – alsook Christy's collega's uit het restaurant – steeds meer op de achtergrond, om vanaf seizoen vier slechts nog een enkele keer te verschijnen. De serie richt zich dan steeds meer op de hechte vriendschap die ontstaat tussen Christy en haar moeder en een groep andere bezoekers van de AA-bijeenkomsten: de moederlijke Marjorie (Mimi Kennedy), verpleegster Wendy (Beth Hall) en socialite Jill (Jaime Pressly). Daarnaast wordt het personage Adam (William Fichtner) toegevoegd, Bonnies nieuwe liefde die bij haar en Christy intrekt.
De reeks bevat de thema's drugsverslaving, overspel, alcoholisme, huiselijk geweld, tienerzwangerschap en kanker.

## Rolverdeling
Legenda
 = Hoofdrol
 = Bijrol
 = Gastrol
 = Geen rol
| Allison Janney         | Bonnie Plunkett             | 22 | 22 | 22 | 22 | 22 | 22 | 20 | 18 | 170 |
| Anna Faris             | Christy Plunkett            | 22 | 22 | 22 | 22 | 22 | 22 | 20 |    | 152 |
| Sadie Calvano          | Violet Plunkett             | 22 | 18 | 6  | 1  |    | 1  |    |    | 48  |
| Blake Garret Rosenthal | Roscoe Plunkett             | 21 | 16 | 7  | 2  |    |    |    |    | 45  |
| Mimi Kennedy           | Marjorie Armstrong-Perugian | 7  | 17 | 21 | 22 | 21 | 22 | 20 | 18 | 148 |
| Spencer Daniels        | Luke                        | 18 | 3  |    | 1  |    |    |    |    | 22  |
| Matt L. Jones          | Baxter                      | 11 | 9  | 6  | 2  | 1  | 1  |    |    | 30  |
| Nate Corddry           | Gabriel                     | 16 | 7  |    |    |    |    |    |    | 23  |
| French Stewart         | Chef Rudy                   | 16 | 7  | 1  |    | 1  | 2  | 3  | 1  | 31  |
| Beth Hall              | Wendy Harris                |    | 7  | 20 | 21 | 21 | 21 | 20 | 18 | 128 |
| Jaime Pressly          | Jill Kendall                |    | 9  | 20 | 21 | 17 | 22 | 20 | 18 | 127 |
| William Fichtner       | Adam Janikowski             |    |    | 4  | 14 | 17 | 16 | 15 | 18 | 84  |
| Kristen Johnston       | Tammy Diffendorf            |    |    |    |    | 1  | 18 | 20 | 18 | 57  |

## Prijzen
Actrice Allison Janney, die Bonnie speelt, won voor haar rol twee Emmy Awards.